# Metopius notabilis
Metopius notabilis là một loài tò vò trong họ Ichneumonidae.